# ماکسیمیلیان تبسا
ماکسیمیلیان تبسا (لاتین: Maximilianus؛ ۲۷۴ – ۱۲ مارس ۲۹۵) قدیس مسیحی اهل روم باستان بود.